# Aaron Blunck
Aaron Blunck (ur. 12 kwietnia 1996 w Denver) – amerykański narciarz dowolny, specjalizujący się w halfpipie.

## Kariera
Po raz pierwszy na arenie międzynarodowej pojawił się 26 marca 2011 roku w Stratton, gdzie w był trzeci w mistrzostwach kraju. W 2012 roku wywalczył brązowy medal na igrzyskach olimpijskich młodzieży w Innsbrucku. W 2014 roku wystartował na igrzyskach olimpijskich w Soczi, gdzie zajął siódme miejsce. Następnie zwyciężył na mistrzostwach świata w Sierra Nevada w 2017 roku, pokonując Micheala Riddle'a z Kanady i Francuza Kevina Rollanda. Był też między innymi szósty podczas mistrzostw świata w Voss w 2013 roku i ponownie siódmy na igrzyskach w Pjongczangu w 2018 roku. Najlepsze wyniki w Pucharze Świata osiągnął w sezonie 2019/2020, kiedy to zajął trzecie miejsce w klasyfikacji generalnej, a w klasyfikacji halfpipe’a był najlepszy. Ponadto drugie miejsce w klasyfikacji halfpipe’a zajął w sezonach 2013/2014 i 2015/2016, a w sezonie 2016/2017 był trzeci. W 2019 roku, na mistrzostwach świata w Park City ponownie zdobył złoty medal.
Jest trzykrotnym medalistą zawodów X-Games rozgrywanych w amerykańskim Aspen. Zdobył złoty medal podczas Winter X Games 21 oraz dwa srebrne podczas Winter X Games 24 i Winter X Games 25. Wszystkie medale zdobył w konkurencji superpipe.

## Osiągnięcia

### Igrzyska olimpijskie
| Miejsce | Dzień     | Rok  | Miejscowość | Konkurencja | Zwycięzca     |
| ------- | --------- | ---- | ----------- | ----------- | ------------- |
| 7.      | 18 lutego | 2014 | Soczi       | Halfpipe    | David Wise    |
| 7.      | 22 lutego | 2018 | Pjongczang  | Halfpipe    | David Wise    |
| 7.      | 19 lutego | 2022 | Pekin       | Halfpipe    | Nico Porteous |

### Mistrzostwa świata
| Miejsce | Dzień    | Rok  | Miejscowość   | Konkurencja | Zwycięzca     |
| ------- | -------- | ---- | ------------- | ----------- | ------------- |
| 6.      | 5 marca  | 2013 | Voss          | Halfpipe    | David Wise    |
| 1.      | 18 marca | 2017 | Sierra Nevada | Halfpipe    | –             |
| 1.      | 9 lutego | 2019 | Park City     | Halfpipe    | –             |
| 5.      | 12 marca | 2021 | Aspen         | Halfpipe    | Nico Porteous |

### Puchar Świata

#### Miejsca w klasyfikacji generalnej
- sezon 2011/2012: 132.
- sezon 2012/2013: 39.
- sezon 2013/2014: 18.
- sezon 2014/2015: 83.
- sezon 2015/2016: 7.
- sezon 2016/2017: 18.
- sezon 2017/2018: 32.
- sezon 2018/2019: 63.
- sezon 2019/2020: 3.

Od sezonu 2020/2021 klasyfikacja generalna została zastąpiona przez klasyfikację Park & Pipe (OPP), łączącą slopestyle, halfpipe oraz big air.
- sezon 2020/2021: 10.
- sezon 2021/2022: 40.
- sezon 2022/2023: 37.
- sezon 2023/2024: 36.
- sezon 2024/2025: 51.

#### Zwycięstwa w zawodach
1. Copper Mountain – 20 grudnia 2013 (halfpipe)
2. Park City – 5 lutego 2016 (halfpipe)
3. Copper Mountain – 7 grudnia 2018 (halfpipe)
4. Copper Mountain – 13 grudnia 2019 (halfpipe)
5. Mammoth Mountain – 1 lutego 2020 (halfpipe)
6. Aspen – 21 marca 2021 (halfpipe)

#### Pozostałe miejsca na podium w zawodach
1. Copper Mountain – 11 stycznia 2013 (halfpipe) – 2. miejsce
2. Cardrona – 17 sierpnia 2013 (halfpipe) – 2. miejsce
3. Mammoth Mountain – 23 stycznia 2016 (halfpipe) – 3. miejsce
4. Copper Mountain – 17 grudnia 2016 (halfpipe) – 3. miejsce
5. Bokwang – 18 lutego 2017 (halfpipe) – 2. miejsce
6. Snowmass – 12 stycznia 2018 (halfpipe) – 3. miejsce
7. Cardrona – 7 września 2019 (halfpipe) – 3. miejsce
8. Secret Garden – 21 grudnia 2019 (halfpipe) – 2. miejsce
9. Mammoth Mountain – 8 stycznia 2022 (halfpipe) – 3. miejsce